# 생식자
생식자(生殖子, gamete; /ˈɡæmiːt/; '결혼함'(gamein)이라는 뜻의 고대 그리스어 γαμετή 'gamete'에서 유래) 또는 생식세포 또는 배우자(配偶子)는 유성 생식을 하는 생명체에서 수정이 일어날 때 서로 융합하는 홑배수체 세포로 정의한다. 생식자는 생명체의 생식하는 세포(reproductive cell)이며, 성 세포(sex cell)라고도 불린다. 형태가 서로 다른 두 종류의 생식자를 만드는 종에서, 암컷(여성)은 난자라고 불리는 큰 종류의 생식자를 생산하는 개체이고, 수컷(남성)은 정자라고 불리는 작은 종류의 생식자를 생산하는 개체이다. 정자는 작고, 편모라는 꼬리 같은 구조를 가지고 움직일 수 있다. 반면, 난자나 알은 상대적으로 거대하고, 움직일 수 없다. 다시 말하자면, 생식자는 난자(암컷 생식자)나 정자(수컷 생식자)이다. 동물의 경우 난자는 암컷의 난소에서 성숙하고, 정자는 수컷의 정소에서 발생한다. 수정 시에 정자와 난자는 합쳐져서 새로운 두배수체 생명체를 형성한다. 생식자는 개체의 절반만큼인 홑배수성의 유전 정보를 운반하며, 종자세포가 4개의 생식자를 생성하는 감수분열이라는 과정 동안 생식자가 만들어진다. 생명과학에서 생명체가 생산하는 생식자 종류에 따라 그 생명체의 성이 결정된다.
암컷과 수컷이 서로 다른 크기의 생식자를 생성하는 상태를 이형접합(anisogamy 또는 heterogamy)이라고 한다(사람도 이형접합을 하며, 사람 난자는 사람 정자보다 부피가 약 100,000배 크다). 반면, 두 성 모두 같은 크기와 모양의 생식자를 생성해서 임의로 교배형(mating type)으로 분류해야 하는 상태를 동형접합(isogamy)이라고 한다. 생식자(gamete)라는 이름은 독일의 세포학자 이두아트 슈트라스부거(Eduard Strasburger)가 처음으로 도입했다. 수컷과 암컷 생식자는 성적 역할과 성 선택의 기초가 된다.
난자발생(oogenesis)은 동물에서 암컷 생식자가 만들어지는 과정이다. 이 과정은 감수분열을 통해 일어나며, 두배수체 일차난모세포가 홑배수체 난자가 된다. 정자발생(spermatogenesis)은 동물에서 수컷 생식자가 만들어지는 과정이다. 이 과정 또한 감수분열을 통해 일어나며, 두배수체 정모세포가 홑배수체 정자가 된다.

## 생식자의 진화
화석 기록은 없지만 동형접합(isogamy)은 이형접합이 진화하기 이전의 더 오래된 상태라고 받아들여지고 있다. 난접합(oogamy) 또한 동형접합에서 이형접합을 거쳐 진화했다. 자연에는 언제나 딱 2가지 종류의 생식자만 있고, 모든 분석 결과 중간 크기의 생식자는 선택에 의해 제거되었다고 밝혀졌다. 중간 크기의 생식자는 작거나 큰 생식자만큼의 장점이 없으며, 중간 크기는 작은 크기보다 이동성과 수에서 안 좋고, 큰 크기보다 공급에서 안 좋다.

## 차이점
한 개체의 두배수체 체세포는 생식자와 다르게 정자로부터 받은 염색체 한 세트와 난자로부터 받은 염색체 한 세트가 더해져 총 염색체 2세트를 포함하고 있다. 결과적으로 자손의 세포가 가지는 유전자는 아버지 또는 어머니 둘 다의 형질을 발현할 수 있는 가능성을 지니며, 이런 점 때문에 우성과 열성도 나타난다. 생식자의 염색체는 두배수체 염색체에서 운반된 염색체 세트의 정확한 복제본이 아니라, 그 세트의 혼합물이다.

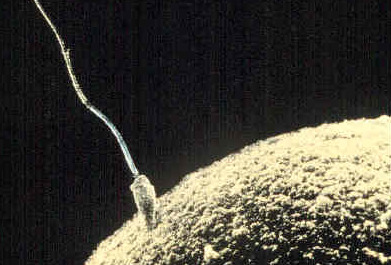
사람 난자를 통과하는 사람 정자. 정자는 대략 난자보다 100,000배 작다.

## 포유류와 조류에서 성 결정
사람을 포함하여 대부분의 포유류는 난자는 오직 X 염색체만 운반할 수 있고 정자는 X 또는 Y 염색체를 운반할 수 있는 XY 성결정 시스템을 이용한다. 그러나 정상적이지 않은 정자는 성 염색체를 운반하지 않거나, XY 쌍 또는 XX 쌍을 운반할 수도 있다. XY 성결정 시스템에 따라 수컷 정자는 접합자의 성을 결정한다. 만약 접합자가 X 염색체 2개를 가지면 이는 암컷으로 발생할 것이고, X 염색체와 Y 염색체를 하나씩 가지면 이는 수컷으로 발생할 것이다.
새의 경우 암컷 난자가 자손의 성을 결정한다. 이 시스템은 ZW 성결정 시스템이라고 한다.

## 인공 생식자
시험관 유래 생식자(IVD; in vitro derived gamete), 줄기세포 유래 생식자(SCDG; stem cell-derived gamete), 시험관 발생 생식자(IVD; in vitro generated gamete)라고도 불리는 인공 생식자는 줄기세포로부터 유래한 생식자이다. 비록 임신 기간 동안 대리모가 필요하겠지만, 인공 생식자는 동성 남성 커플의 아이를 낳을 수 있는 생식 기술이 될 수 있다. 인공 생식자를 이용하면 폐경기가 지난 여성도 난자를 생성할 수 있고, 유전적으로 관련된 아이를 가질 수 있다. 로버트 스페로우(Robert Sparrow)는 의학윤리 저널에다가 인공 생식자로부터 유래한 배아는 새로운 생식자를 얻는 데 사용될 수 있고, 이 과정은 실험실에서 사람세대를 반복적으로 늘릴 수 있다고 적었다. 이 기술은 의학적 적용과 유전 질환의 유전 연구를 위해 세포주를 만들 때도 사용될 수 있다. 또한, 이 기술은 원하는 지놈으로 선택적 교배를 시키거나, DNA 재조합 기술을 사용하여 지금까지 자연에 없었던 사람을 만드는 사람 증강(human enhancement)에도 사용될 수 있다.

## 식물
식물도 유성 생식을 하기 때문에 생식자를 생성한다. 그러나 식물은  두배수체와 홑배수체 세대가 교대하는 생활 주기를 가지기 때문에 일부 차이점이 존재한다. 식물은 홑배수체 홀씨(포자)를 만들기 위해 감수분열을 하고, 홀씨는 체세포분열을 통해 다세포 홑배수체 배우체(gametophyte)로 발생한다. 정자는 장정기(antheridium)라는 기관에서 형성되고, 난자는 플라스크 모양의 기관인 장란기(archegonium)에서 만들어진다. 꽃식물(현화식물)에서는 암컷 배우체가 꽃의 씨방(ovary) 안에 있는 밑씨(ovule) 안에서 생성된다. 홑배수체 배우체가 성숙하면 수정할 준비가 된 암컷 생식자를 만든다. 수컷 배우체는 꽃밥(anther) 내부의 꽃가루(pollen) 안에서 만들어진다. 꽃가루가 꽃에 있는 성숙한 암술머리(stigma)에 안착하면, 꽃가루는 암술대(style)를 따라 꽃의 씨방 안까지 이어지는 꽃가루관(pollen tube)을 만들기 시작한다. 이후 꽃가루는 체세포분열을 통해 정자를 만들고 방출하여 수정시킨다.

## 같이 보기
- 종자세포
- 생식모세포